# Verzamel, duisternis!
Verzamel, duisternis! (Engelse titel: Gather, Darkness) is een sciencefictionroman uit 1943 van de Amerikaanse schrijver Fritz Leiber.

## Synopsis
In een post-apocalystische toekomst heerst in Megatheopolis, een stad naar middeleeuws voorbeeld, een schrikbewind van de Grote God en zijn priesters. De jonge priester, broeder Jarles, uit zijn ongenoegen en moet spoedig vluchten om zich te redden. Hij ontmoet gelijkgezinden die de ondergang van de godheid proberen te bewerkstelligen. Er gebeuren rare dingen in de stad, onkwetsbare wolven wagen zich in de buitenwijken en bewegende huizen slokken priesters op. Het wordt pas ernstig als de Zwarte Man verschijnt.

## Publicatie
Het verhaal verscheen oorspronkelijk als serie in het magazine Astounding Science Fiction in 1943 alvorens het als boek uitgebracht werd.